# Charles Cochrane-Baillie, II barone Lamington
Charles Wallace Alexander Napier Cochrane-Baillie, II barone Lamington (Londra, 29 luglio 1860 – Lamington House, 16 settembre 1940) è stato un politico scozzese.

## Biografia
Era il figlio di Alexander Baillie-Cochrane, I barone Lamington, e di sua moglie, Annabella Drummond.

## Carriera

### Carriera politica
Nel 1885, divenne assistente segretario particolare del Primo Ministro del Regno Unito, Lord Salisbury.
Nel 1886 rappresentò St Pancras North nella Camera dei comuni per il partito conservatore.
Alla morte del padre nel 1890, gli successe come barone Lamington.
Nel 1890, il governo britannico lo inviò a viaggiare tra Tonchino e il Siam, al fine di annettere almeno il distretto di Xishuangbanna e forse tutta la provincia di Yunnan, nel tentativo di limitare la colonizzazione del territorio da parte dei francesi.

### Carriera diplomatica
Nel mese di ottobre 1895 Lord Lamington è stato scelto per sostituire Henry Norman Wylie come Governatore del Queensland, prestando giuramento il 9 aprile 1896. Essendo un politico conservatore, la Federazione d'Australia espresse la loro preoccupazione durante il suo mandato.
Nel 1903 è stato nominato Governatore di Bombay, fino alle sue dimissioni nel luglio 1907.

## Matrimonio
Sposò, il 13 giugno 1895, Mary Haughton Hozier, figlia di William Hozier, I barone Newlands. Ebbero due figli:
- Victor Cochrane-Baillie, III barone Lamington (23 luglio 1896-20 settembre 1951)[4];
- Grisell Annabella Gem Cochrane-Baillie (1898-1985), sposò Edward Hastings, ebbero tre figli.

## Morte
Lord Lamington è stato nominato capitano del Lanarkshire Yeomanry il 26 marzo 1902.
Nella primavera del 1919, ha servito come Commissario della British Relief Unit in Siria.
Morì il 16 settembre 1940 a Lamington House, nel Lanarkshire.

## Eredità
Durante il suo mandato come Governatore del Queensland, venne dato il suo nome alla lamington, una torta popolare australiana costituita da un cubo di pan di spagna imbevuto di glassa di cioccolato e cosparsa di scaglie di noce di cocco.
Presero il suo nome il Lamington Plateau and National Park nel Queensland, il Lamington Bridge a Maryborough, Mount Lamington (un vulcano in Papua Nuova Guinea), Lamington Road a Mumbai e la Lamington High School a Hubli.

## Ascendenza
|                                                   |                              |                                          | Genitori                                  |  |  | Nonni |  |  | Bisnonni              |  |  | Trisnonni                                    |  |
|                                                   |                              |                                          |                                           |  |  |       |  |  | 8. Alexander Cochrane |  |  | 16. Thomas Cochrane, VIII conte di Dundonald |  |
|                                                   |                              |                                          |                                           |  |  |       |  |  | 8. Alexander Cochrane |  |  | 16. Thomas Cochrane, VIII conte di Dundonald |  |
|                                                   |                              | 17. Jane Stuart                          |                                           |  |  |       |  |  | 8. Alexander Cochrane |  |  |                                              |  |
| 4. Thomas John Cochrane                           |                              |                                          |                                           |  |  |       |  |  | 8. Alexander Cochrane |  |  |                                              |  |
|                                                   |                              | 9. Mary Shaw                             | 18. David Shaw                            |  |  |       |  |  |                       |  |  |                                              |  |
|                                                   |                              | 9. Mary Shaw                             | 18. David Shaw                            |  |  |       |  |  |                       |  |  |                                              |  |
|                                                   |                              | 9. Mary Shaw                             | …                                         |  |  |       |  |  |                       |  |  |                                              |  |
| 2. Alexander Baillie-Cochrane, I barone Lamington |                              | 9. Mary Shaw                             |                                           |  |  |       |  |  |                       |  |  |                                              |  |
|                                                   |                              | 10. Charles Lockhart-Ross, VII baronetto | 20. John Lockhart-Ross                    |  |  |       |  |  |                       |  |  |                                              |  |
|                                                   |                              | 10. Charles Lockhart-Ross, VII baronetto | 20. John Lockhart-Ross                    |  |  |       |  |  |                       |  |  |                                              |  |
|                                                   |                              | 10. Charles Lockhart-Ross, VII baronetto | 21. Elizabeth Dundas                      |  |  |       |  |  |                       |  |  |                                              |  |
| 5. Matilda Lockhart-Ross                          |                              | 10. Charles Lockhart-Ross, VII baronetto |                                           |  |  |       |  |  |                       |  |  |                                              |  |
|                                                   |                              | 11. Matilda Theresa Lockhart-Wishart     | 22. James Lockhart-Wishart                |  |  |       |  |  |                       |  |  |                                              |  |
|                                                   |                              | 11. Matilda Theresa Lockhart-Wishart     | 22. James Lockhart-Wishart                |  |  |       |  |  |                       |  |  |                                              |  |
|                                                   |                              | 11. Matilda Theresa Lockhart-Wishart     | 23. Matilda Lockhart                      |  |  |       |  |  |                       |  |  |                                              |  |
| 1. Charles Cochrane-Baillie, II barone Lamington  |                              | 11. Matilda Theresa Lockhart-Wishart     |                                           |  |  |       |  |  |                       |  |  |                                              |  |
|                                                   | 12. Andrew Berkeley Drummond | 24. Robert Drummond                      |                                           |  |  |       |  |  |                       |  |  |                                              |  |
|                                                   | 12. Andrew Berkeley Drummond | 24. Robert Drummond                      |                                           |  |  |       |  |  |                       |  |  |                                              |  |
|                                                   | 12. Andrew Berkeley Drummond | 25. Winifred Mary Thompson               |                                           |  |  |       |  |  |                       |  |  |                                              |  |
| 6. Andrew Drummond                                | 12. Andrew Berkeley Drummond |                                          |                                           |  |  |       |  |  |                       |  |  |                                              |  |
|                                                   |                              | 13. Mary Perceval                        | 26. John Perceval, II conte di Egmont     |  |  |       |  |  |                       |  |  |                                              |  |
|                                                   |                              | 13. Mary Perceval                        | 26. John Perceval, II conte di Egmont     |  |  |       |  |  |                       |  |  |                                              |  |
|                                                   |                              | 13. Mary Perceval                        | 27. Catherine Compton, baronessa Arden    |  |  |       |  |  |                       |  |  |                                              |  |
| 3. Annabella Drummond                             |                              | 13. Mary Perceval                        |                                           |  |  |       |  |  |                       |  |  |                                              |  |
|                                                   |                              | 14. John Manners, V duca di Rutland      | 28. Charles Manners, IV duca di Rutland   |  |  |       |  |  |                       |  |  |                                              |  |
|                                                   |                              | 14. John Manners, V duca di Rutland      | 28. Charles Manners, IV duca di Rutland   |  |  |       |  |  |                       |  |  |                                              |  |
|                                                   |                              | 14. John Manners, V duca di Rutland      | 29. Mary Isabella Somerset                |  |  |       |  |  |                       |  |  |                                              |  |
| 7. Elizabeth Frederica Manners                    |                              | 14. John Manners, V duca di Rutland      |                                           |  |  |       |  |  |                       |  |  |                                              |  |
|                                                   |                              | 15. Elizabeth Howard                     | 30. Frederick Howard, V conte di Carlisle |  |  |       |  |  |                       |  |  |                                              |  |
|                                                   |                              | 15. Elizabeth Howard                     | 30. Frederick Howard, V conte di Carlisle |  |  |       |  |  |                       |  |  |                                              |  |
|                                                   |                              | 15. Elizabeth Howard                     | 31. Margaret Caroline Leveson-Gower       |  |  |       |  |  |                       |  |  |                                              |  |
|                                                   |                              | 15. Elizabeth Howard                     |                                           |  |  |       |  |  |                       |  |  |                                              |  |